# Frank A. Barrett

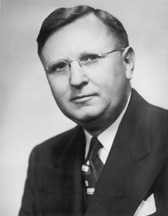
Frank Aloysius Barrett

Frank Aloysius Barrett (* 10. November 1892 in Omaha, Nebraska; † 30. Mai 1962 in Cheyenne, Wyoming) war ein US-amerikanischer Politiker (Republikanische Partei), der von 1951 bis 1953 als 21. Gouverneur des Bundesstaates Wyoming amtierte und diesen von 1953 bis 1959 im US-Senat vertrat.

## Privatleben
Barrett besuchte die öffentlichen Schulen, graduierte dann 1913 an der Creighton University und 1916 an deren Law Department. Danach trat er 1917 in die US Army ein und diente während des Ersten Weltkrieges in den Balloon Corps. Dort bekleidete er den Dienstgrad eines Sergeant. Nach seiner Entlassung aus der Army erhielt er 1919 seine Zulassung als Anwalt und fing in Lusk, Wyoming zu praktizieren an, wo er auch als Rancher tätig war. Dann war er von 1923 bis 1932 Bezirksstaatsanwalt des Niobrara County. Ferner war er Mitglied des Kuratoriums der University of Wyoming. Nach seiner Amtszeit im US-Senat war er General Counsel im US-Landwirtschaftsministerium in Washington und von 1959 bis 1960 Mitglied des Aufsichtsrats der Commodity Credit Corporation. Er verstarb 1962 in Cheyenne und wurde auf dem Lusk Cemetery beigesetzt.

## Politische Laufbahn
Barrett entschied sich 1933 eine politische Laufbahn einzuschlagen, als er in den Senat von Wyoming gewählt wurde, wo er bis 1935 verblieb. Später wurde er in den 78. US-Kongress gewählt und in die drei nachfolgenden US-Kongresse wiedergewählt. Dort war er vom 3. Januar 1943 bis zu seinem Rücktritt am 31. Dezember 1950 tätig. Ab Januar 1951 bekleidete er das Amt des Gouverneurs von Wyoming. Während seiner Amtszeit förderte er die Interessen der Erdöl-, Bergbau- und Viehindustrie. Am 2. Januar 1953 trat er von seinem Amt zurück, um am 3. Januar eine Stelle im US-Senat anzutreten. Nachdem er bei seinem Wiederwahlversuch 1958 geschlagen wurde, verließ er am 3. Januar 1959 sein Amt. Er unternahm noch einmal 1960 einen erfolglosen Anlauf um einen Sitz im US-Senat.